# Panelus jaccoudi
Panelus jaccoudi là một loài bọ cánh cứng trong họ Bọ hung (Scarabaeidae).